# 安德鲁·博古特
安德鲁·迈克尔·博古特（英語：Andrew Michael Bogut，1984年11月28日—），生于维多利亚州墨尔本，澳大利亚职业篮球运动员，身高213公分，司职中锋。
博古特在2005年NBA选秀中成为选秀状元，被密尔沃基雄鹿选中，之前在犹他大学打了两个NCAA赛季的大学篮球。他是NBA联盟历史上第一位来自大洋洲的选秀状元。2009-10赛季入選NBA最佳陣容第三隊，2014-15赛季則入选最佳防守陣容二隊，並随金州勇士获得NBA总冠军。
博古特多次代表澳大利亚国家队参加国际比赛，2003年当选U19世界青年篮球锦标赛的最有价值球员。
2018年4月23日宣布從NBA退役，並加盟NBL雪梨國王。2019年3月6日，重新加盟金州勇士。

## 早年
博古特出生在澳大利亚墨尔本一户克罗地亚移民家庭。

## 大学时期
2003-04赛季作为犹他大学的新人，他在新秀赛季以场均12.5分和9.9个篮板的准两双数据成为了西山联盟 (Mountain West Conference)最佳新人的头衔。这一年夏天，他成为2004年夏季奥运会澳大利亚国家队的主力中锋，在赛事中得到场均14.8分, 8.8个篮板和1.2个盖帽以及58.0%的投篮命中率。
度过美国大学篮球稳定但又不受人瞩目的信任赛季后，他并未在2004-05赛季得到全美明星阵容的荣誉，但确实是他小爆发的一个赛季。博古特取得场均20.4分, 12.2个篮板的NCAA联盟第二好数据，并且还有2.3个助攻, 1.8各盖帽和联盟第八高的62.0%命中率。他也已26个两双数据列全联盟第一。
2004-05NCAA赛季后，博古特在美联社全美最佳阵容票选中名列第一，赢得了美国大学篮球最为重要的美联社和ESPN.com的年度最佳球员以及伍登奖和奈史密斯学院年度最佳球员。

## NBA生涯

### 密尔沃基雄鹿 (2005-2012)

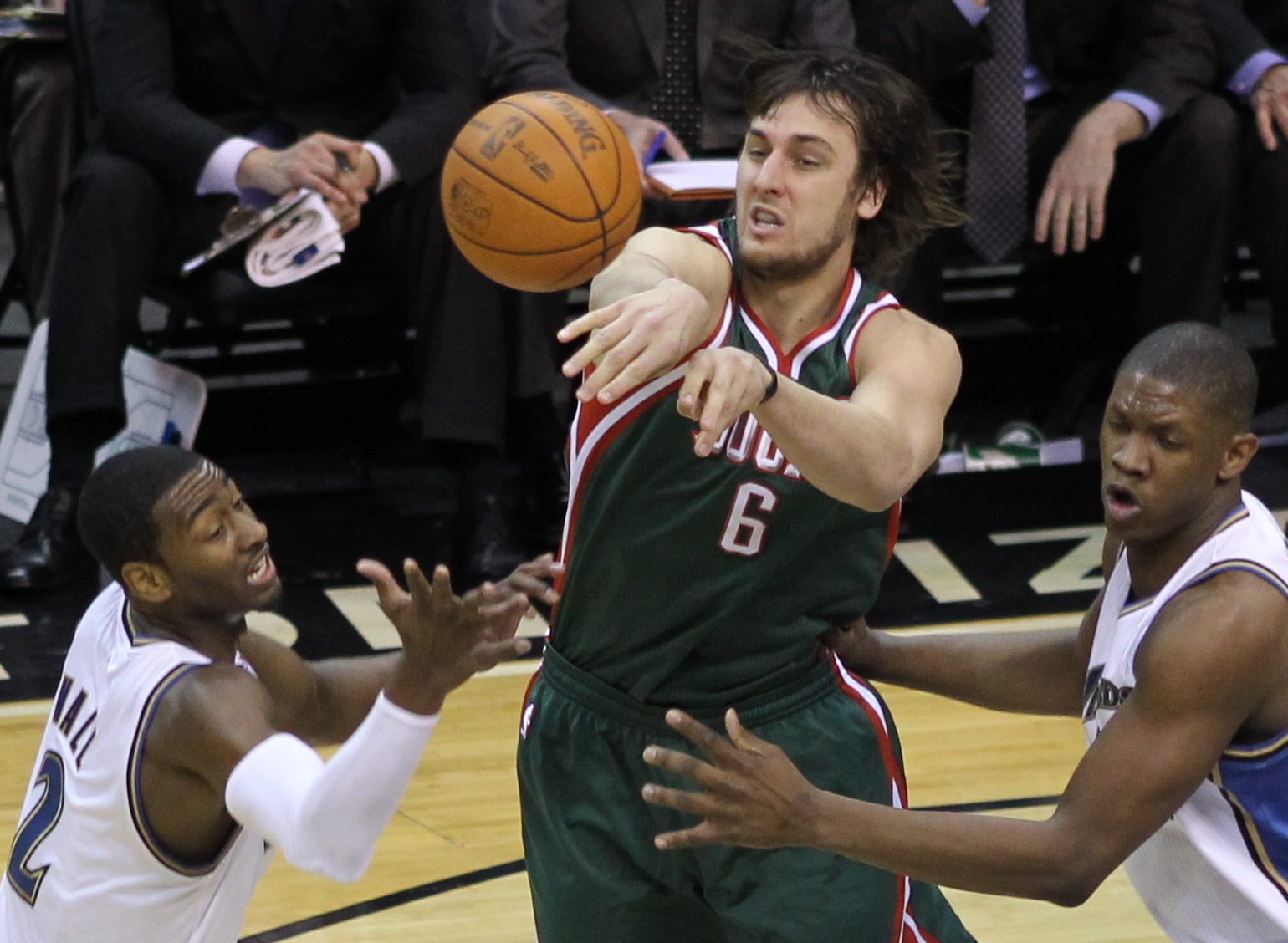
雄鹿队时期的博古特

2005年NBA选秀，安德鲁·博古特在首轮以第1顺位被密尔沃基雄鹿选中。他是NBA联盟历史上第一位来自大洋洲的选秀状元。
2006年2月2日，NBA公布参加2006年全明星周末的新秀挑战赛球员名单，博古特入选一年级队。
2006年5月5日，NBA官方公布2005-06赛季的最佳新秀阵容名单，博古特入选最佳新秀阵容一隊。他平均每场得到7.0个篮板和0.83次封盖，排在所有新秀首位。
2007年2月1日，NBA公布参加2007年全明星周末的新秀挑战赛球员名单，博古特入选二年级队。
2010年4月4日，在雄鹿和太阳的比赛中，博古特严重受伤导致赛季报销。
2010年5月7日，NBA官方公布2009-10赛季的最佳阵容名单，博古特入选最佳阵容三队。该赛季，博古特场均拿下15.9分10.2篮板2.5封盖，作为球队内线核心把雄鹿队重新带回季后赛。
2010-11赛季，博古特场均得到12.8分和11.1个篮板，并以场均2.6次阻攻成为封阻王。
2011-12赛季，博古特仅打了12场比赛，就因伤赛季报销，并于2012年4月接受了左脚踝微创手术。

### 金州勇士 (2012-2016)
2012年3月14日，金州勇士送出蒙塔·埃利斯、艾派·尤度和夸梅·布朗，从密爾瓦基公鹿交易得到博古特和斯蒂芬·傑克遜。
2013年4月21日，勇士对阵丹佛掘金的首场季后赛中，博古特全场贡献9分14篮板4阻攻，成为自1989年拉里·史密斯之后首位在季后赛客场比赛中拿到至少11篮板3阻攻的勇士球员。
2013年5月3日，勇士对阵丹佛掘金，博古特全场拿到21个篮板，成为自1987年以来第一次在季后赛中拿到单场20+篮板数的勇士球员。
2015年3月19日，勇士主场114-92战胜亚特兰大鹰，博古特上场22分钟，3投0中得到0分14个篮板。这是他职业生涯首次抢到10个篮板却没得分的比赛，也是他职业生涯第5次上场超过15分钟没得分的比赛。
2015年5月21日，NBA官方公布2014-15赛季的最佳防守阵容，博古特入选最佳防守阵容二队。
2015年5月22日，勇士主场99-98战胜休士敦火箭，系列赛大比分2-0领先。博古特送出5个阻攻，刷新职业生涯季后赛单场阻攻纪录。
2015年6月17日，勇士以总比分4-2战胜克里夫兰骑士，博古特随队获得NBA总冠军。
2016年6月20日，勇士二次挑戰總冠軍賽，因不慎在第五戰與J·R·史密斯碰撞後受傷，最終勇士以3:4輸給克里夫蘭騎士。

### 達拉斯小牛 - 费城76人 - 克里夫蘭騎士 (2016-2017)
2016年7月5日，因凯文·杜兰特的加盟，勇士將波格特、哈里森·巴恩斯打包交易至達拉斯小牛。
2017年2月23被交易至費城76人，但隨即被裁掉，3月2號以底薪加入克里夫蘭騎士。3月6號為騎士上場第一場比賽不過僅上場不到1分鐘時間就因為碰撞後左腳受傷傷退並留下兩次犯規的紀錄退場，初期經X光檢查後判定為左腿脛骨骨折但需要進一步檢查，經檢查後確定為左腿脛骨骨折本季確定提前報銷，意外受傷確定報銷後騎士隨即把他釋出改簽約曾效力過密爾瓦基公鹿的拉里·桑德斯。

### 洛杉磯湖人 (2017-2018)
2017年9月18日，澳洲中鋒博古特已經同意加盟湖人，雙方預計會簽下一年底薪合約，價碼約230萬美元。博古特將與羅培茲(Brook Lopez)和大前鋒藍道(Julius Randle)聯手捍衛紫金軍團的禁區，預計將是羅培茲的替補。與前洛杉磯湖人總教練卢克·沃尔顿再度合作。
2018年1月6日，被湖人隊釋出，成為自由球員。
2018年4月23日，博古特提到他的合約中沒有跳出加入NBA或是歐洲聯盟的選項，他會與Sydney Kings簽約2年並且表示自己已經從NBA退休了，博古特提到他跟Sydney Kings的交易讓他成為球隊股東之一，他有10%的股份，做為交易的
一部分，事實上他想要50%的股份。

### 金州勇士 (2019)
在結束澳洲國家籃球聯賽的賽季後，2019年3月6日，博古特與NBA金州勇士簽下底薪合約，重回NBA舞臺。他後來一部分時間也擔任正選。

### 退休
透過自家Podcast節目，宣佈自己將結束職業籃球生涯，此外他也透露不會尋求在順延的2021年東京奧運代表澳洲出賽。

## 国家队
2003年他率领U19澳大利亚队获得U19世界青年籃球錦標賽冠军，並当选最有价值球员。
2004年夏天，博古特代表澳大利亚队参加了雅典奥运会，场均贡献14.8分8.8个篮板。
2008年7月12日，澳大利亚队公布了参加北京奥运会的12人名单，博古特入选。
2010年5月10日，因为手臂、手指、手肘等多处伤病困扰，博古特确定不能随队参加8月份在土耳其举行的2010年世界篮球锦标赛。
2015年8月18日，在2015年FIBA大洋洲锦标赛澳大利亚和新西兰的比赛中，博古特得到10分11个篮板和2次盖帽，帮助球队以89-79战胜对手，成功晋级里约奥运会。

## 名人琐事
- 博古特据报道有7尺5寸的臂展[1]，但NBA官方测量结果为7尺3寸[2]。
- 他大学生涯最高的助攻单场纪录为7次。
- 他是犹他大学历史以来第一位NBA选秀状元，此前犹他四分卫阿列克斯·史密斯曾在NFL选秀中获得过选秀状元；犹他大学也成为第一所同一年在NFL和NBA两大联盟拥有选秀状元的大学。
- 博古特是澳式足球艾森顿轰炸机队 (Essendon Bombers)的球迷。

## 職業生涯數據
| 賽季    | 球隊 | GP  | GS  | MPG  | FG%  | 3P%   | FT%   | RPG  | APG | SPG | BPG | PPG  |
| ------- | ---- | --- | --- | ---- | ---- | ----- | ----- | ---- | --- | --- | --- | ---- |
| 2005–06 | 公鹿 | 82  | 77  | 28.6 | .533 | .000  | .629  | 7.0  | 2.3 | 0.6 | 0.8 | 9.4  |
| 2006–07 | 公鹿 | 66  | 66  | 34.2 | .553 | .200  | .577  | 8.8  | 3.0 | 0.7 | 0.5 | 12.3 |
| 2007–08 | 公鹿 | 78  | 78  | 34.9 | .511 | .000  | .587  | 9.8  | 2.6 | 0.8 | 1.7 | 14.3 |
| 2008–09 | 公鹿 | 36  | 33  | 31.2 | .577 |       | .571  | 10.3 | 2.0 | 0.6 | 1.0 | 11.7 |
| 2009–10 | 公鹿 | 69  | 69  | 32.3 | .520 | .000  | .629  | 10.2 | 1.8 | 0.6 | 2.5 | 15.9 |
| 2010–11 | 公鹿 | 65  | 65  | 35.3 | .495 | .000  | .442  | 11.1 | 2.0 | 0.7 | 2.6 | 12.8 |
| 2011–12 | 公鹿 | 12  | 12  | 30.3 | .449 | .000  | .609  | 8.3  | 2.6 | 1.0 | 2.0 | 11.3 |
| 2012–13 | 勇士 | 32  | 32  | 24.6 | .451 | 1.000 | .500  | 7.7  | 2.1 | 0.6 | 1.7 | 5.8  |
| 2013–14 | 勇士 | 67  | 67  | 26.4 | .627 |       | .344  | 10.0 | 1.7 | 0.7 | 1.8 | 7.3  |
| 2014–15 | 勇士 | 67  | 65  | 23.6 | .563 |       | .524  | 8.1  | 2.7 | 0.6 | 1.7 | 6.3  |
| 2015–16 | 勇士 | 70  | 66  | 20.7 | .627 | 1.000 | .480  | 7.0  | 2.3 | 0.5 | 1.6 | 5.4  |
| 2016–17 | 2TM  | 27  | 21  | 21.6 | .469 | .000  | .273  | 8.1  | 1.8 | 0.5 | 0.9 | 2.9  |
|         | 小牛 | 26  | 21  | 22.4 | .469 | .000  | .273  | 8.4  | 1.9 | 0.5 | 1.0 | 3.0  |
|         | 騎士 | 1   | 0   | 1.0  |      |       |       | 0.0  | 0.0 | 0.0 | 0.0 | 0.0  |
| 2017–18 | 湖人 | 24  | 5   | 9.0  | .680 |       | 1.000 | 3.3  | 0.6 | 0.2 | 0.5 | 1.5  |
| 2018–19 | 勇士 | 11  | 5   | 12.2 | .500 |       | 1.000 | 5.0  | 1.0 | 0.3 | 0.7 | 3.5  |
| Career  |      | 706 | 661 | 28.1 | .535 | .120  | .557  | 8.7  | 2.2 | 0.6 | 1.5 | 9.6  |